# Bruce Highway
Der Bruce Highway ist Teil des australischen Fernstraßensystems. Er befindet sich im Staat Queensland an der Ostküste des Landes und verläuft von der Hauptstadt Brisbane im Süden bis nach Cairns im tropischen Norden. Bis Kybong bei Gympie ist er als Autobahn ausgebaut und wird mit der Nummer M1 bezeichnet. Ab dort ist er eine zweispurige Fernstraße. Er ist Teil des National Highway 1 welcher, meist der Küstenlinie folgend, im Wesentlichen den gesamten australischen Kontinent umrundet.
Der Bruce Highway wurde in den 1930er Jahren eröffnet und war damals eine Küstenstraße die alle wichtigen Orte entlang der Küste Queenslands verbunden hat. Heute ist er die wichtigste Verkehrsader innerhalb Queenslands. Die Gesamtlänge des Bruce Highways beträgt ungefähr 1700 Kilometer. Die Länge ändert sich allerdings ständig durch Baumaßnahmen in Form von Streckenverlegungen und neuen Ortsumfahrungen. Die Breite variiert zwischen einer zweispurigen Straße in den ländlichen Gegenden im Norden Queenslands und einer sechsspurigen Straße in den Vororten Brisbanes und auf den Umfahrungen anderer größerer Orte. Der Highway ist inzwischen auf seiner gesamten Länge asphaltiert.
Der höchste Punkt im Verlauf des Highways liegt auf 192 m, der niedrigste auf 2 m.
Wichtige Landschaften und Orte entlang des Bruce Highways von Süden nach Norden sind: Brisbane, Glass House Mountains, Sunshine Coast, Maryborough, Bundaberg, Rockhampton, Mackay, Airlie Beach, Townsville, Innisfail, Cairns.

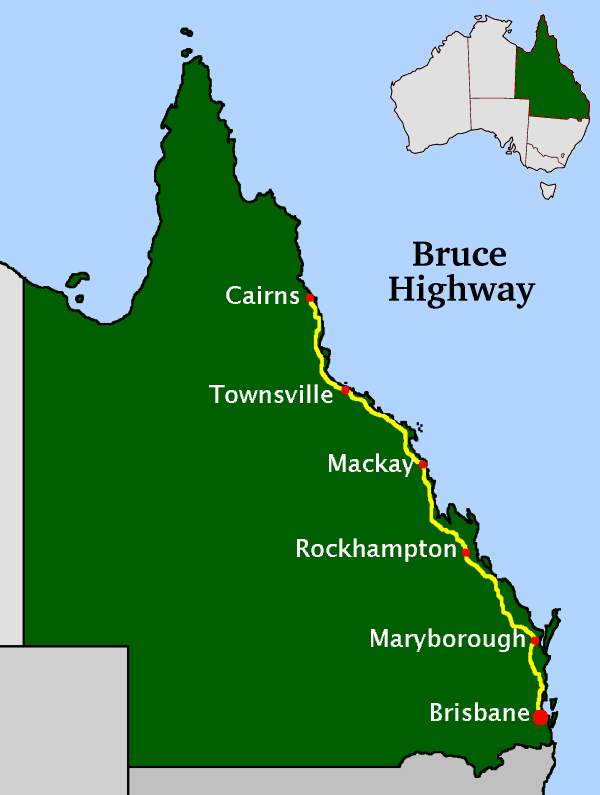
Verlauf